# (500141) 2012 DP12
(500141) 2012 DP12 es un asteroide perteneciente al cinturón de asteroides, descubierto el 2 de junio de 2008 por el equipo del Mount Lemmon Survey desde el Observatorio del Monte Lemmon, Arizona, Estados Unidos.

## Designación y nombre
Fue designado provisionalmente como 2012 DP12.

## Características orbitales
2012 DP12 está situado a una distancia media del Sol de 2,690 ua, pudiendo alejarse hasta 3,294 ua y acercarse hasta 2,085 ua. Su excentricidad es 0,224 y la inclinación orbital 14,02 grados. Emplea 1611,64 días en completar una órbita alrededor del Sol.
Los próximos acercamientos a la órbita de Júpiter se producirán el 12 de agosto de 2094, el 28 de septiembre de 2129 y el 24 de noviembre de 2164, entre otros.

## Características físicas
La magnitud absoluta de 2012 DP12 es 17,5.